# سد ایمپوفو
سد ایمپوفو (به لاتین: Impofu Dam) یک سد در آفریقای جنوبی است که در Humansdorp, Eastern Cape واقع شده‌است.